# Wij (film 1967)
Wij (ros. Вий) – radziecki horror z 1967 roku oparty na utworze Nikołaja Gogola o tym samym tytule.

## Fabuła
Podczas wakacyjnego spaceru Choma – student kijowskiego seminarium postanawia spędzić noc w stodole przypadkowo spotkanej staruszki. Wkrótce potem wychodzi na jaw, że kobieta jest czarownicą. Chomie udaje się uciec. Mężczyzna zostaje wezwany do odległego miasteczka, gdzie musi przeprowadzić modły nad zmarłą niedawno dziewczyną. Spędza samotnie trzy noce w cerkwi z dziwnie znajomo wyglądającymi zwłokami.

## Obsada
- Leonid Kurawlow jako Choma
- Natalia Warlej jako panienka (głos Kłara Rumianowa)
- Aleksiej Głazyrin jako setnik
- Wadim Zacharczenko jako Chalawa
- Nikołaj Kutuzow jako wiedźma
- Piotr Wiesklarow jako Rektor/Dorosz
- Dmitrij Kapka jako Owierko
- Stepan Szkurat jako Jawtuch
- Gieorgij Soczewko jako Stiepan
- Nikołaj Jakowczenko jako Spirid
- Nikołaj Panasjew jako pocieszyciel